# Bellasi F1 70
 (mai 2025).
Si vous disposez d'ouvrages ou d'articles de référence ou si vous connaissez des sites web de qualité traitant du thème abordé ici, merci de compléter l'article en donnant les références utiles à sa vérifiabilité et en les liant à la section « Notes et références ».
Chronologie des modèles (1970 - 1971)
Aucun Aucun
La Bellasi F1 70 est une monoplace de Formule 1 ayant couru partiellement le championnat du monde de Formule 1 1970 et 1971 avec Silvio Moser. Il déclara par trois fois forfait avant la course, ne réussissant qu'à se qualifier deux fois mais dut abandonner à cause de problèmes techniques lors de ces deux participations.

## Historique
En 1969, le pilote suisse Silvio Moser rachète l'écurie Charles Vögele pour le compte de laquelle il courait en Formule 1 en 1967 et 1968. Le nouvelle écurie créée en 1969, Silvio Moser Racing Team SA Lugano, engage une Brabham BT24 ex-usine au volant de laquelle le Zurichois décroche à sept reprises sa qualification et inscrit un point lors du Grand Prix des États-Unis à Watkins Glen. 
En 1970, Moser est contraint de passer à l’échelon supérieur en devenant constructeur à part entière car le changement de réglementation (châssis monocoque obligatoire avec réservoir d'essence souple) l'empêche d'engager un ancien châssis Brabham comme à son habitude. Moser entre en contact avec Guglielmo Bellasi et le Silvio Moser Racing Team SA est alors engagé en championnat du monde.
La Bellasi F1 70 dispose d'un châssis monocoque en aluminium et est motorisée par un V8 Cosworth. La monoplace n'est pas prête à temps pour disputer les premières courses de la saison. Silvio Moser fait ses premiers tours de roue avec sa monture lors du Grand Prix des Pays-Bas mais ne réalise que le vingt-quatrième et dernier temps des essais qualificatifs et ne peut pas prendre part à la course. Il en est de même lors du Grand Prix de France où il échoue à quelques dixièmes du temps du dernier qualifié Graham Hill. L'écurie, qui engage des frais sans retour sur investissement, commence à ressentir des difficultés financières et ne peut pas payer la prime d’engagement au Grand Prix de Grande-Bretagne. Moser manque encore sa qualification en Allemagne mais la délivrance arrive en Autriche où il se qualifie en vingt-quatrième et dernière place sur la grille. Il est contraint à l’abandon au bout de treize tours à la suite d'une surchauffe moteur. Moser rate encore une fois sa qualification lors de l'épreuve italienne disputée à Monza et renonce à la tournée extra-européenne de fin de saison.
En 1971, la Bellasi ne prend part qu'à son Grand Prix national à Monza où Moser se qualifie en vingt-deuxième position avant de renoncer en course sur bris de suspension au cinquième tour. Il s'agit du dernier Grand Prix d'une Bellasi et de Silvio Moser.

## Résultats en championnat du monde de Formule 1
| Saison | Écurie                   | Moteur               | Pneumatiques | Pilotes      | Courses | Courses | Courses | Courses | Courses | Courses | Courses | Courses | Courses | Courses | Courses | Courses | Courses | Points inscrits | Classement |
| Saison | Écurie                   | Moteur               | Pneumatiques | Pilotes      | 1       | 2       | 3       | 4       | 5       | 6       | 7       | 8       | 9       | 10      | 11      | 12      | 13      | Points inscrits | Classement |
| ------ | ------------------------ | -------------------- | ------------ | ------------ | ------- | ------- | ------- | ------- | ------- | ------- | ------- | ------- | ------- | ------- | ------- | ------- | ------- | --------------- | ---------- |
| 1970   | Silvio Moser Racing Team | Ford-Cosworth DFV V8 | Goodyear     |              | AFS     | ESP     | MON     | BEL     | P-B     | FRA     | GBR     | ALL     | AUT     | ITA     | CAN     | USA     | MEX     | 0               | Non classé |
| 1970   | Silvio Moser Racing Team | Ford-Cosworth DFV V8 | Goodyear     | Silvio Moser |         |         | Forf    | Forf    | Nq      | Nq      | Forf    | Nq      | Abd     | Nq      |         |         |         | 0               | Non classé |
| 1971   | Jolly Club Switzerland   | Ford-Cosworth DFV V8 | Goodyear     |              | AFS     | ESP     | MON     | P-B     | FRA     | GBR     | ALL     | AUT     | ITA     | CAN     | USA     |         |         | 0               | Non classé |
| 1971   | Jolly Club Switzerland   | Ford-Cosworth DFV V8 | Goodyear     | Silvio Moser |         |         |         |         |         |         |         |         | Abd     |         |         |         |         | 0               | Non classé |

Légende : ici 